# Microsoft Dynamics AX
Microsoft Dynamics AX es uno de los productos de software de planificación de recursos empresariales (ERP) de Microsoft, perteneciente a la familia Microsoft Dynamics

## Historia
Microsoft Dynamics AX originariamente es desarrollado por la compañía danesa Damgaard A/S con el nombre de Axapta. En el año 2002 Damgaard A/S se fusionó con Navision Software A/S, en donde se terminó llamándose Navision A/S. Axapta, se comercializó en varios países. Microsoft compró Navision A/S en USD 11 millones y cambió el nombre del producto a Microsoft Dynamics AX.
El desarrollo y modificación del software se realiza mediante su propio entorno de desarrollo integrado, MorphX, que contiene varias herramientas como un depurador, analizador de código e interfaz de consulta. El entorno de desarrollo permanece en la misma aplicación del cliente, permitiendo de esta forma tener acceso a dichas herramientas desde la aplicación del cliente. El lenguaje que se emplea en Axapta es X++. Si puede ser de aplicaciones ofimáticas.

## Versiones
Las versionesDaniel Durrer (29 de marzo de 2012). «Overview of Microsoft Dynamics AX build numbers» (en español). Consultado el 14 de agosto de 2014.</ref></ref> de Microsoft Dynamics AX son las siguientes:
| Versión                        | Kernel build | Application build | Comentarios       |
| ------------------------------ | ------------ | ----------------- | ----------------- |
| Axapta 2.5                     | 1270.3       | 377               | Option Pack 2.5   |
| Axapta 2.5 SP1                 | 1270.15      | 377-20            | Option Pack 2.5-1 |
| Axapta 2.5 SP2                 | 1270.31      | 377-57            | Market Pack 2.5-2 |
| Axapta 2.5 SP2 Kernel Hotfix 1 | 1270.31-3    | 377-57            | Market Pack 2.5-2 |
| Axapta 2.5 SP3                 | 1270.37      | 377-79            | Market Pack 2.5-3 |
| Axapta 2.5 SP3 Kernel Hotfix 1 | 1270.37-1    | 377-79            | Market Pack 2.5-3 |
| Axapta 2.5 SP3 Kernel Hotfix 2 | 1270.3703    | 377-79            | Market Pack 2.5-3 |
| Axapta 2.5 SP4                 | 1270.3800    | 377-109 4         | Market Pack 2.5-4 |

| Versión                        | Kernel build | Application build | Comentarios |
| ------------------------------ | ------------ | ----------------- | ----------- |
| Axapta 3.0                     | 1951.8       | 514               | OP023       |
| Axapta 3.0 Kernel Hotfix 1     | 1951.801     | 514               | OP023       |
| Axapta 3.0 SP1 first version   | 1951.17      | 514-12 SP1        | OP023-6 SP1 |
| Axapta 3.0 SP1                 | 1951.18      | 514-12 SP1        | OP023-6 SP1 |
| Axapta 3.0 SP2                 | 1951.2410    | 514-90 SP2        | OP023-19    |
| Axapta 3.0 SP3                 | 1951.3730    | 514-193 SP3       | OP023-71    |
| Axapta 3.0 SP3 Kernel Hotfix 1 | 1951.3733    | 514-193 SP3       | OP023-71    |
| Axapta 3.0 SP4                 | 1951.4060    | 514-320 SP4       | OP023-196   |
| Axapta 3.0 SP5                 | 1951.5160    | 514-513 SP5       | OP023-379   |
| Axapta 3.0 SP6                 | 1951.7609    | 514-859 SP6       | OP023-659   |
| Axapta 3.0 KR1                 | 1951.6710    |                   |             |
| Axapta 3.0 KR2                 | 1951.7500    |                   |             |
| Axapta 3.0 KR3                 | 1951.7609    |                   |             |

| Version                    | Kernel build  | Application build     | Comentarios             |
| -------------------------- | ------------- | --------------------- | ----------------------- |
| Dynamics AX 4.0 RTM        | 4.0.1659.26.0 | 4.0.1659.26           |                         |
| Dynamics AX 4.0 RTM Aug.   | 4.0.1659.36.0 | 4.0.1659.36           | Localizations (GLS)     |
| Dynamics AX 4.0 SP1        | 4.0.2163.0    | 4.0.2163.0            |                         |
| Dynamics AX 4.0 SP1 Loc    | 4.0.2163.0    | 4.0.2200.0            | With NO/IS/SV GLS layer |
| Dynamics AX 4.0 SP1 Hotfix | 4.0.2500. xxx | 4.0.2500. xxx         | Published Hotfixes      |
| Dynamics AX 4.0 SP2        | 4.0.2501.116  | 4.0.2501.116          |                         |
| Dynamics AX 4.0 SP2        | 4.0.2501.116  | 4.0.2501.116/P40-2-30 | With Payroll module     |
| Dynamics AX 4.0 SP2 Loc    | 4.0.2501.116  | 4.0.2200.0            | NO/IS/SV GLS/GLP        |
| Dynamics AX 4.0 SP2 Loc    | 4.0.2501.116  | 4.0.2501.121          | EE GLS/GLP              |
| Dynamics AX 4.0 SP2 Loc    | 4.0.2501.116  | 4.0.2501.347          | EE FeaturePack1         |
| Dynamics AX 4.0 SP2 Hotfix | 4.0.2503. xxx | 4.0.2503. xxx         | Published Hotfixes      |

| Version                          | Kernel build  | Comentarios       | Link             |
| -------------------------------- | ------------- | ----------------- | ---------------- |
| Dynamics AX 2009 RTM             | 5.0.593.0     | 2 Jun 2008        | Customer/Partner |
| Dynamics AX 2009 RTM Hotfixes    | 5.0.593.xxxx  | Until 25 Apr 2011 |                  |
| Dynamics AX 2009 RTM RU-1        | 5.0.593.439   |                   | Rollup 1         |
| Dynamics AX 2009 RTM RU-2        | 5.0.593.662   |                   | Rollup 2         |
| Dynamics AX 2009 RTM RU-3        | 5.0.593.827   |                   | Rollup 3         |
| Dynamics AX 2009 RTM RU-4        | 5.0.593.1084  |                   | Rollup 4         |
| Dynamics AX 2009 RTM RU-5        | 5.0.593.1287  |                   | Rollup 5         |
| Dynamics AX 2009 RTM RU-6        | 5.0.593.1429  |                   | Rollup 6         |
| Dynamics AX 2009 SP1             | 5.0.1000.52   | Nov 2008          | Customer/Partner |
| Hotfixes [Old]                   | 5.0.1500.xxxx | Until 18 Apr 2012 |                  |
| Hotfixes [New]                   | 5.0.1600.xxxx | After 18 Apr 2012 |                  |
| Rollup Update 1                  | 5.0.1500.358  | 12 Apr 2009       | KB967145         |
| Rollup Update 2                  | 5.0.1500.809  | 29 Jun 2009       | KB971536         |
| Rollup Update 3                  | 5.0.1500.1313 | 22 Sep 2009       | KB974409         |
| Rollup Update 4                  | 5.0.1500.2116 | 22 Mar 2010       | KB979125         |
| Rollup Update 5                  | 5.0.1500.2985 | 30 Jun 2010       | KB982812         |
| Rollup Update 6                  | 5.0.1500.3761 | 16 Dec 2010       | KB2405516        |
| Rollup Update 7                  | 5.0.1500.4570 | 25 Apr 2011       | KB2503850        |
| Rollup Update 8                  | 5.0.1500.6491 | 21 Mar 2012       | KB2677618        |
| Payroll                          |               | 01 Apr 2013       | Download link    |
| Professional Services Automation |               | 25 Mar 2012       | KB2678992        |
| Project Time Management          |               | 25 Mar 2012       | KB2678991        |
| Process Industries 3.1           |               | 25 Mar 2012       | KB2678990        |
| Recent Retail POS build          | 5.0.1600.2620 | 12 Mar 2013       | KB2940471        |
| Recent published kernel build    | 5.0.1600.2967 | 23 Jul 2014       | KB2934938        |